# 木漏れ日の花冠
『木漏れ日の花冠』（こもれびのロゼット）は、田村ゆかりの7枚目のオリジナルアルバム。2009年2月4日にキングレコードから発売された。

## 概要
先行シングル曲「バンビーノ・バンビーナ」、「Tomorrow」を含む全13曲収録のオリジナルアルバム。
通常盤（CD）と初回限定盤（CD+DVD）の2種リリースで、ジャケットデザインがそれぞれ異なる。ただし、アルバムタイトルにある「花冠」を被った田村ゆかりが描かれているのは共通。初回限定盤はスペシャルパッケージ仕様で、付属DVDには「秋だ、一番! ゆかりちゃん祭り!!」のダイジェスト映像を収録。
本作を引っ提げたライブツアー『LOVE♡LIVE 2009 *Dreamy Maple Crown*』が同年2月より行われた。

## 収録曲
1. 恋のアゲハ
作詞：渡邉美佳、作曲・編曲：太田雅友
  - 文化放送・超!A&G+ 2009年2月度パワープレイ曲（ドリームプッシュ）
2. アンジュ・パッセ
作詞：ふじのマナミ、作曲・編曲：渡辺和紀
3. パピィラヴ
作詞：ふじのマナミ、作曲：磯崎健史、編曲：川端良征
4. バンビーノ・バンビーナ（Flower mode）
作詞：ふじのマナミ、作曲・編曲：太田雅友
  - 日本テレビ『フライデーTVラボ』エンディングテーマ
  - 文化放送『田村ゆかりのいたずら黒うさぎ』オープニングテーマ（2008年8月〜2009年1月）
5. エトランゼ
作詞：ふじのマナミ、作曲・編曲：太田雅友
6. Luminous Party
作詞：MIZUE、作曲：SHIBU、編曲：h-wonder
7. Kiss away〜幻の森〜
作詞：渡邉美佳、作曲・編曲：柘植敏道
8. Tomorrow（Crown edit）
作詞：渡辺なつみ、作曲：野間康介、編曲：太田雅友
  - 日本テレビ『ポシュレデパート深夜店』12月度テーマソング
  - PSP用ゲームソフト『グローランサー』オープニングテーマ
9. 嘆きの丘
作詞：渡邉美佳、作曲・編曲：太田雅友
10. Shooting Star
作詞：うらん、作曲・編曲：横野康平
11. Cherry Kiss
作詞：ふじのマナミ、作曲・編曲：太田雅友
  - 文化放送「田村ゆかりのいたずら黒うさぎ」オープニングテーマ（2009年2月〜2009年11月）
12. ひとひらの恋
作詞・作曲：marhy、編曲：太田雅友
  - Oh!sama TV『喫茶 黒うさぎ〜秘密の小部屋〜』エンディングテーマ（#82〜#126）
13. 星降る夢で逢いましょう
作詞：ふじのマナミ、作曲・編曲：太田雅友
  - 文化放送「田村ゆかりのいたずら黒うさぎ」エンディングテーマ（2009年2月〜2009年12月）